# Max Auer
Pour les articles homonymes, voir Auer.
Maximilian Joseph Auer est un auteur et musicologue autrichien né le 6 mai 1880 à Vöcklabruck et mort le 24 septembre 1962 à Bad Ischl,,.

## Biographie
Max Auer a étudié la musique au début des années 1900. De 1901 à 1927, il a été maître de chœur à Vöcklabruck. En 1911 et 1912, il devient lecteur en chant, piano et orgue; en 1924, il devient professeur, et en 1930, il crée une société de musicologie. 
Il a été le premier président de la Société Anton Bruckner, qu'il a contribué à créer. Il est un des principaux biographes du compositeur Anton Bruckner. Ses travaux sur Anton Bruckner se trouvent réunis à la Bibliothèque nationale autrichienne.

## Publications
- 1923: Anton Bruckner, vie et écrits.
- 1924: Correspondance de Bruckner.
- 1927: Anton Bruckner comme musicien d'église.